# Terminal-Zugmaschine

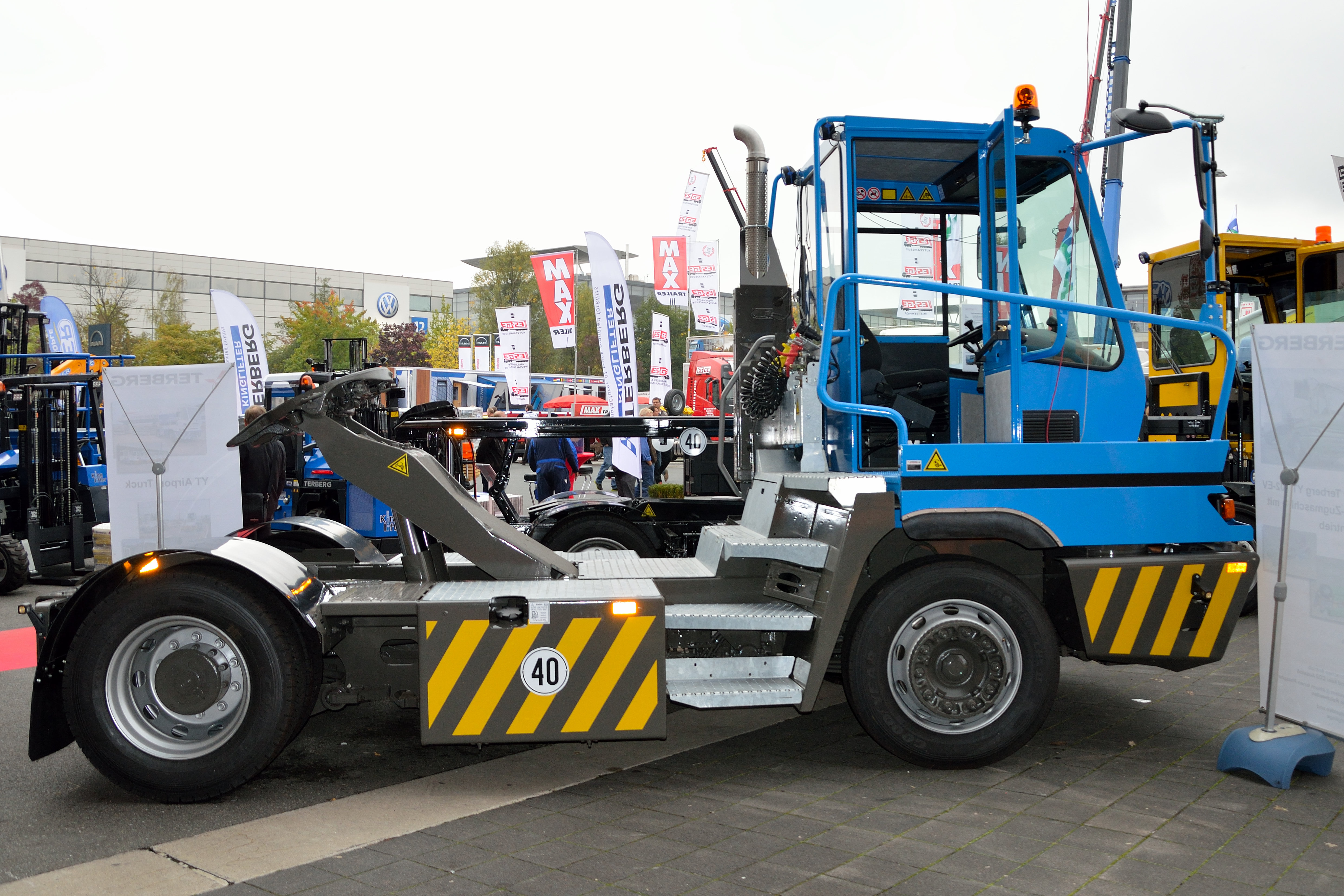
Terminal-Zugmaschine mit höhenverstellbarer Sattelkupplung

Eine Terminal-Zugmaschine ist eine Zugmaschine für den Einsatz in Häfen, Logistikzentren und Industrie. Sie dient dem Umschlag vor allem von Sattelaufliegern, Containerchassis, Rolltrailern sowie Schwerlastanhängern.
Ihr Einsatzzweck ist mit dem einer Rangierlokomotive im Eisenbahnbetrieb vergleichbar.

## Bezeichnung
Je nach Einsatz wird das Fahrzeug auch RoRo-Zugmaschine genannt. Wegen der verstellbaren Sattelkupplung findet auch die Bezeichnung Hubsattel-Zugmaschine Verwendung. Im Arbeitsbereich von Fährhäfen und Terminals wird das Fahrzeug als Tugmaster (von engl. tug=Schlepper) bezeichnet.

## Einsatzzweck
Hersteller können eine vielfältige Auswahl an Terminal-Zugmaschinen und RoRo-Zugmaschinen anbieten, die speziell für den Einsatz in Containerhäfen und Terminals, in der Lager- und Distributionslogistik sowie für industrielle und intermodale Anwendungen entwickelt wurden. Wesentlicher Einsatzort von Terminal-Zugmaschinen sind Häfen. In sehr großen Anlagen, etwa im Frachthafen Singapur sind mehr als 1000 Fahrzeuge dieses Typs unterwegs.
- Bei RoRo-Schiffen schaffen Terminal-Zugmaschinen alle Fahrzeuge an Bord, sofern diese nicht mit eigener Kraft auf das Schiff fahren. Hierzu gehören vor allem Sattelauflieger und Containerchassis mit einem oder zwei übereinander gestapelten Containern. Schwere und überdimensionierte Lasten werden mittels deichselgeführten Schwerlastanhängern an Bord gezogen; schwerste Lasten, wie etwa Kraftwerksgeneratoren mittels schwanenhalsgeführten Rolltrailern.[4]
- Beim Be- und Entladen von Containerschiffen werden in vielen Häfen für den Transport zu den Containerbrücken meist Portalhubwagen oder Transportfahrzeuge – teilweise fahrerlose Transportfahrzeuge – eingesetzt. Daneben und in Häfen, wo diese Fahrzeuge nicht zur Verfügung stehen, werden vor allem Terminal-Zugmaschinen und Reachstacker verwendet.
- Auch in Logistik- und Distributionszentren dienen Terminal-Zugmaschinen dem schnellen Umsetzen von Sattelaufliegern und Containerchassis. Fahrzeuge mit längerem Radstand werden auch für den Transport von Wechselaufbauten genutzt.
- Wegen der möglichen hohen Anhängelast und der robusten Bauweise werden diese Fahrzeuge auch in der Industrie, etwa in Gießereien und Stahlwerken, eingesetzt. Dabei werden schwere Lasten häufig auf Rolltrailern mit eisernen Rädern gezogen.
- Für das Rangieren von Bahnwaggons auf Gleisen im Hafenbereich  werden Terminal-Zugmaschinen auch als Zweiwegefahrzeug angeboten. Um das Druckluftbremssystem der Wagen zu versorgen, ist es erforderlich ausreichend dimensionierte Druckluftbehälter auf der Zugmaschine zu montieren.

Im werksinternen Verkehr auf Privatgelände unterliegt der Einsatz von Terminal-Zugmaschinen weder den Regelungen der Straßenverkehrs-Ordnung noch den Bestimmungen der Straßenverkehrs-Zulassungs-Ordnung, weshalb diese Fahrzeuge dort die in diesen Vorschriften genannten Gesamtgewichte und Achslasten oft erheblich überschreiten: Einige Terminal-Zugmaschinen sind für Gesamtgewichte von 375 t ausgelegt. Außerdem ist ihre bauartbedingte Höchstgeschwindigkeit meist geringer als die einer herkömmlichen Zugmaschine, wodurch sie nur in Ausnahmefällen auch auf öffentlichen Straßen eingesetzt werden.

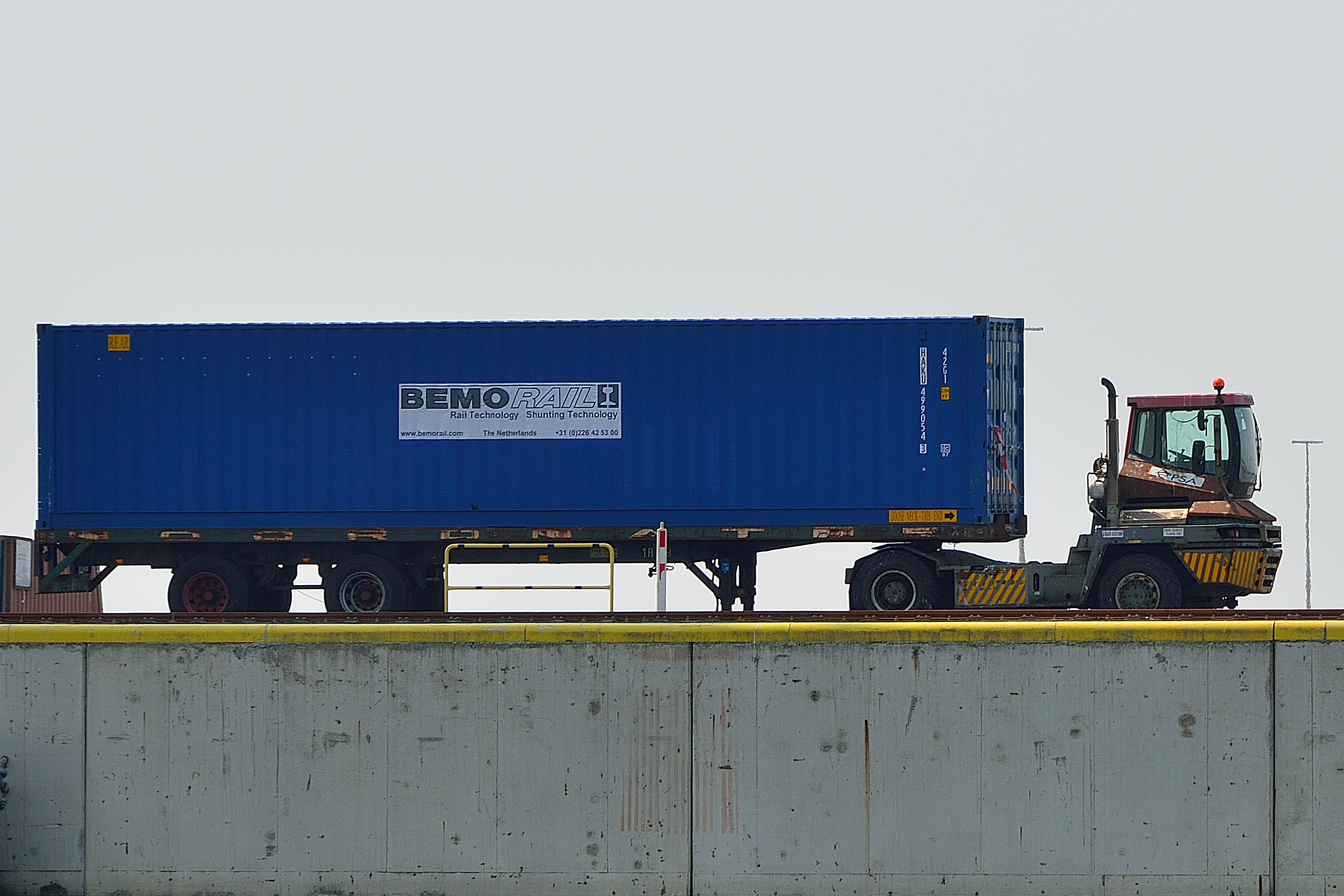
Terminal-Zugmaschine mit Sattelauflieger …
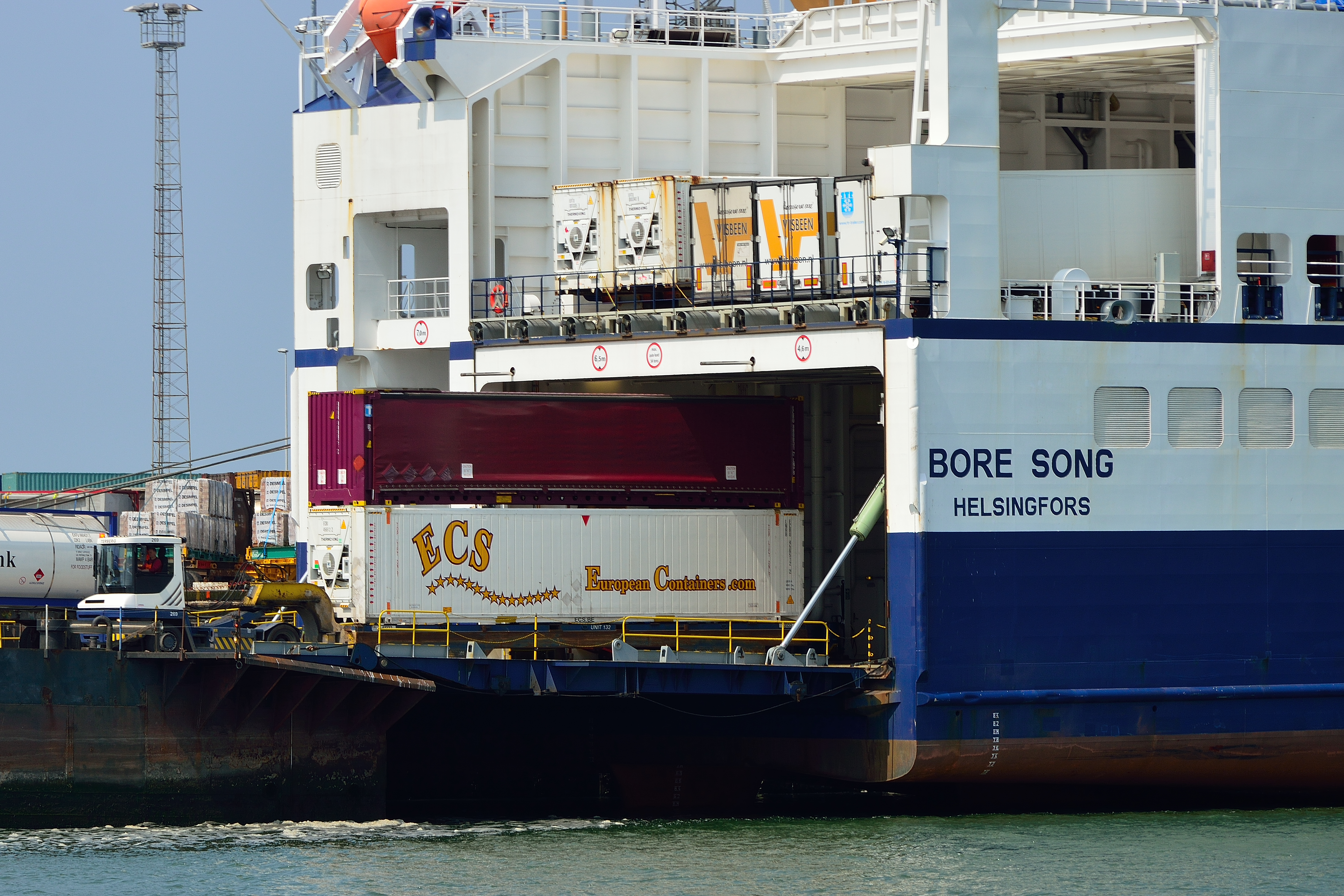
… mit gestapelten Containern beim Entladen des RoRo-Schiffes …
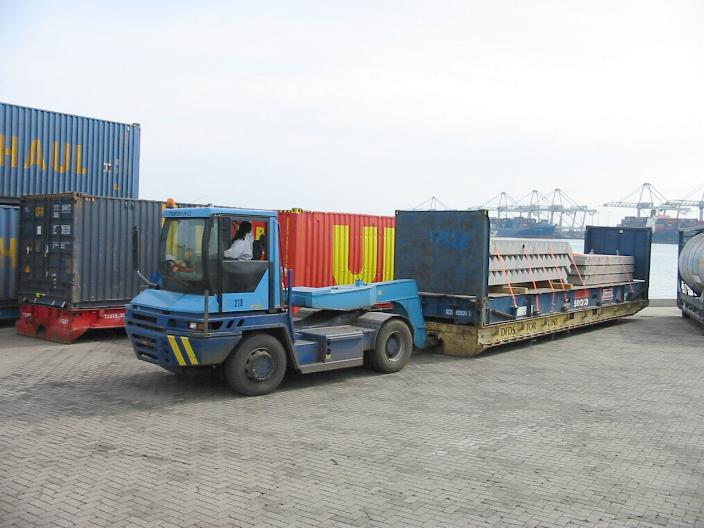
… und mit Rolltrailer

## Bauweise
Terminal-Zugmaschinen haben in der Regel ein Fahrerhaus für nur eine Person. Bei bestimmten Modellen kann die Fahrersitzeinheit (inklusive Lenkrad) um 180 Grad gedreht werden. Dies erlaubt dem Fahrer bei Bedarf immer eine direkte Sicht auf den Anhänger, was sowohl ein schnelles „Einparken“ als auch ein sicheres und rasches Herausziehen der Lasten etwa aus dem engen Laderaum eines Schiffes erleichtert. Daher haben alle Fahrerhäuser eine Rundum-Verglasung. Neben einer seitlichen Fahrertür verfügen einige Modelle zusätzlich über eine hintere Schiebetür, die einen einfachen und sicheren Zugang zu den Anschlüssen und Kabeln der gezogenen Einheit erlaubt, ohne dass der Fahrer das Fahrzeug verlassen muss.
Das robuste Fahrgestell hat meist einen kurzen Radstand von rund 3 Metern. Im Gegensatz zu Sattelzugmaschinen sind die Sattelkupplungen höhenverstellbar: Ein einfaches Anheben ohne ein Aussteigen des Fahrers und ohne zeitaufwändiges Hochkurbeln der vorderen Stützfüße erlaubt ein schnelles Umsetzen der Anhänger. Das Verstellen der Sattelplatte erfolgt mittels eines oder mehrerer Hubzylinder, die von einem Joystick von der Fahrerkabine aus bedient werden können. Die Sattelkupplung ist für eine Hublast bis zu 40 t ausgelegt.

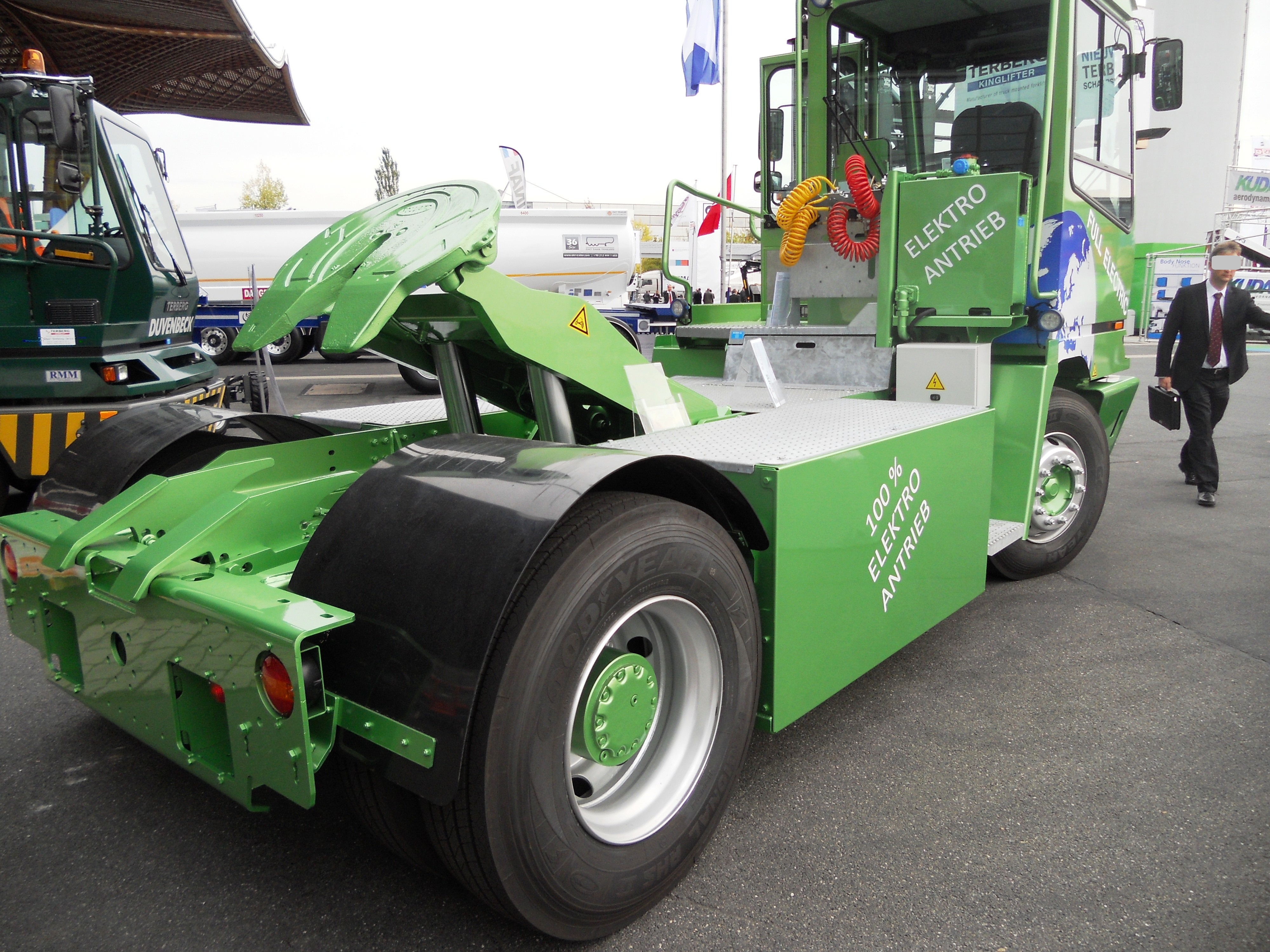
Terminal-Zugmaschine als Elektrofahrzeug

In der Regel werden Dieselmotoren verbaut, üblicherweise mit Automatikgetriebe. Einige Hersteller bieten auch Elektrofahrzeuge an. Das Be- und Entladen von RoRo-Schiffen erfolgt unter hohem Zeitdruck. Terminal-Zugmaschinen verfügen daher meist über einen großen Kraftstofftank, dessen Inhalt ausreicht, ohne Nachtanken einen ununterbrochenen Ablauf auch im Schichtsystem zu ermöglichen.